# Axel Kutsch
Axel Kutsch (* 16. Mai 1945 in Bad Salzungen; † 30. Juni 2025) war ein deutscher Schriftsteller und Herausgeber.

## Leben und Werk
Axel Kutsch verbrachte Kindheit und Jugend in Stolberg (Rheinland). und Aachen. Nach zweijährigem Redaktionsvolontariat war er von 1971 bis 1999 als Redakteur bei verschiedenen Tageszeitungen tätig. Seit 1983 veröffentlichte er Gedichtbücher und edierte Anthologien zeitgenössischer Lyrik im deutschen Sprachraum, darunter das von 2008 bis 2022 im Verlag Ralf Liebe erscheinende Jahrbuch Versnetze. Für Das Gedicht verfasste er in den 1990er Jahren Rezensionen zu Lyrikbänden.
Gedichte von Kutsch wurden im deutschen Sprachraum im Rundfunk (BR, DW, DLF, NDR, SWR, WDR), in Literaturzeitschriften, Schulbüchern und Anthologien (Artemis & Winkler/Patmos Verlag, Aufbau-Verlag, Beltz & Gelberg, dtv, DVA, Luchterhand, Reclam, Schöningh, S. Fischer) sowie international in Australien, Belgien, Frankreich, Kanada, Rumänien, den USA  und im Iran veröffentlicht.
Nach einer frühen Phase zeit- und gesellschaftskritischer Lyrik wurden die Gedichte von Axel Kutsch in den 1990er Jahren zunehmend spielerischer und ironischer: „Er setzt auf jenen heiteren, aber darum nicht weniger tiefen Unernst, den erlauchte Vorgänger wie Christian Morgenstern oder Joachim Ringelnatz gepflegt haben.“ Der Kölner Stadt-Anzeiger resümierte: „Hinter all den Späßen, Verwandlungen, Tricks oder auch Kalauern steckt der Gedanke, dass Gedichte etwas Gemachtes sind [...] Kutsch als Kauz, der den Witz leichthin auf die Versfüße stellt.“
2023 erschien im Verlag Ralf Liebe Am Rande der Sprache steht ein Gedicht. Das lyrische Werk 1969–2022, 2024 die Axel Kutsch gewidmete Anthologie und kein Gedicht will Abschied von dir nehmen mit deutschsprachiger Lyrik der Gegenwart.

## Einzeltitel
- Vorläufiges (1974)
- Aus einem deutschen Dorf und andere Gedichte (1986).
- In den Räumen der Nacht. Mit Fotografien von Rüdiger Axel Westphal (1989).
- Stakkato. Verlag Landpresse, Weilerswist 1992.
- Zerbissenes Lied. Verlag Landpresse, Weilerswist 1994.
- Einsturzgefahr. Gedichte. Verlag Landpresse, Weilerswist 1997, ISBN 978-3-930137-47-3.
- Wortbruch. Neue Gedichte. Mit Illustrationen von Franz Peters. Verlag Landpresse, Weilerswist 1999, ISBN 978-3-930137-87-9.
- Fegefeuer, Flamme sieben. Ausgewählte Gedichte 1985–2005. Mit Graphiken von Karl-Friedrich Hacker. Hrsg. von Theo Breuer. Edition Bauwagen, Itzehoe 2005.
- Ikarus fährt Omnibus. Gedichte. Verlag Landpresse, Weilerswist 2005, ISBN 978-3-935221-47-4.
- Stille Nacht nur bis acht. Silver-Horse-Edition, Marklkofen 2006, ISBN 978-3-937037-16-5.
- Versflug. Ausgewählte Gedichte 1974 bis 2015. Verlag Ralf Liebe, Weilerswist 2015, ISBN 978-3-944566-38-2.
- Am Rande der Sprache steht ein Gedicht. Das lyrische Werk 1969–2022. Verlag Ralf Liebe, Weilerswist 2023, ISBN 978-3-948682-48-4.

## Herausgabe (Auswahl)
- Keine Zeit für Lyrik? (1983).
- Ortsangaben (1987).
- Wortnetze I – III (1989–1991).
- Zacken im Gemüt. Lyrik der 90er Jahre (1994).
- Der Mond ist aufgegangen. Deutschsprachige Gedichte mit Mond vom Barock bis zur Gegenwart (1995).
- Jahrhundertwende. Deutschsprachige Gedichte der Gegenwart (1996).
- Reißt die Kreuze aus der Erden! Lyrik in den Zeiten der Revolution von 1848 (1998).
- Der parodierte Goethe (1999).
- Blitzlicht. Deutschsprachige Kurzlyrik aus 1100 Jahren (2001).
- Städte. Verse. Deutschsprachige Großstadtlyrik der Gegenwart (2002).
- Zeit. Wort (2003).
- Spurensicherung. Justiz- und Kriminalgedichte – mit Amir Shaheen – (2005).
- An Deutschland gedacht. Lyrik zur Lage des Landes (2009).
- Fährten des Grauens. Deutschsprachige Grusel- und Horrorgedichte (2021).
- Versnetze. Deutschsprachige Lyrik der Gegenwart (2008–2022).

## Beiträge in Anthologien
- Hugo Dittberner (Hrsg.): Kurze Weile. Gedichte in wenigen Zeilen (2003).
- Theo Breuer (Hrsg.): NordWestSüdOst. Gedichte von Zeitgenossen (2003).
- Karl Otto Conrady (Hrsg.): In höchsten Höhen (2005).
- Shafiq Naz (Hrsg.), Der deutsche Lyrikkalender. Jeder Tag ein Gedicht (2008–2013).
- Christoph Buchwald und Ulf Stolterfoht (Hrsg.): Jahrbuch der Lyrik (2008).
- Karl Otto Conrady (Hrsg.): Der Große Conrady. Das Buch deutscher Gedichte. Von den Anfängen bis zur Gegenwart (2008).
- Christoph Buchwald und Uljana Wolf (Hrsg.): Jahrbuch der Lyrik (2009).
- Anton G. Leitner (Hrsg.): Gedichte für Zeitgenossen. Lyrik aus 50 Jahren (2011).
- Rainer Stolz und Udo Wenzel (Hrsg.): Haiku hier und heute (2012).
- Ali Ghazanfari (Hrsg.): Deutsche Lyrik von den Anfängen bis zur Gegenwart, deutsch/persisch (2014).
- Jürgen Nendza und Hajo Steinert (Hrsg.): Stadtlandfluss. 111 Dichterinnen und Dichter aus Nordrhein-Westfalen (2014).
- Hiltrud Herbst und Anton G. Leitner (Hrsg.): Weltpost ins Nichtall. Poeten erinnern an August Stramm (2015).